# Desert Planet
Desert Planet ist eine Band der elektronischen Musik aus Lappland, Finnland bestehend aus Jukka Tarkiainen und Jari Mikkola. Ihre von 8-bit-Computerspielen und Sciencefictionfilmen beeinflusste Musik wird häufig dem Bitpop zugeordnet.

## Geschichte
Desert Planet ist seit 1999 aktiv. Zunächst gegründet als Soloprojekt von Jukka Tarkiainen, stieg 2001 Jari Mikkola in das Projekt ein, nachdem er ein Musikvideo für den Titelsong des ersten Albums Asteroid Hopper erstellt hatte.
2003 erschien das erste gemeinsam produzierte Album Joystick Pop auf ODOR, ein Sub-Label der Universal Music Group.
2004 unterschrieb die Band einen Vertrag beim deutschen Label 9pm-Records, wodurch sie ihre Musik auch in Deutschland, Österreich und der Schweiz veröffentlichen konnten. Zur selben Zeit unterzeichneten sie bei Stupido Records in Finnland, das den Vertrieb der Veröffentlichungen in Skandinavien und Finnland übernahm.
Dezember 2005 erhielt die Band den Künstler des Jahres-Preis vom Arts Council of Lapland für ihre innovative Musik und ihre kreative Internetpräsenz.

## Stil
Der Musikstil von Desert Planet ist Elektronische Tanzmusik, beziehungsweise Elektropop, der stark von der Ästhetik alter Videospielmusik des Nintendo Entertainment System, Amiga und Commodore 64 beeinflusst ist. Ihre Musikvideos und Liveauftritte erinnern an B-Movie-Sciencefiction. Bei Liveauftritten tragen die beiden Musiker grüne Motorradhelme und weiße Overalls und werden vom finnischen VJ Antti Hivola unterstützt.

## Diskografie

### Alben
- 2001: Asteroid Hopper (Dese 001)
- 2003: Joystick Pop (Odor)
- 2004: Turbo Tellytunes (Dese 002)
- 2005: Mario Built My Hot Rod (9pm-records/Stupido Records, veröffentlicht in Deutschland, Österreich, der Schweiz und Finnland)
- 2008: Moonrocks (9pm-records/Stupido Records, veröffentlicht in Deutschland, Österreich, der Schweiz und Finnland)

### Weitere Veröffentlichungen
- 2002: Dune Buggy (Odor, Single)
- 2007: Aska-Osaka Virtual Highway (Dese 003)